# 후지타 이부키
후지타 이부키(일본어: 藤田 息吹, 1991년 1월 30일 ~ )는 일본의 축구 선수이다.

## 구단 경력
그는 2013년부터 J리그의 시미즈 에스펄스, 에히메 FC, 마쓰모토 야마가 FC, 몬테디오 야마가타에서 뛰었다.